# Sekretær (arbejde)
 For alternative betydninger, se Sekretær. (Se også artikler, som begynder med Sekretær)
En sekretær er en person som har en støtterolle i en administration. Sædvanlige arbejdsopgaver for en sekretær er at tage telefoner, skrive breve og andre dokumenter samt udføre forefaldende, administrative opgaver. En sekretær er ofte en del af støtteapparatet for en leder eller ledelse. I nogle organisationer har sekretæren ansvaret for koordinering og fungerer derfor som en daglig leder.  

## Historie
Tidligere var det normalt at sekretærstillinger var mandsdominerede, men en amerikansk undersøgelse viser, at der nu er ca 98% kvinder i dette job.